# Magnetic Cell Separation
Magnetic Cell Separation, auch als Magnetic Activated Cell Sorting bezeichnet und oft abgekürzt als MACS, ist eine Anfang der 1990er Jahre entwickelte Untersuchungsmethode für Zellen in der Biologie und Medizin. Sie dient der Sortierung von Zellgemischen beziehungsweise der Abtrennung von bestimmten Zellen aus einem Gemisch anhand von bestimmten Oberflächenstrukturen der Zellen. Entwickler der Methode und Marktführer für entsprechende Geräte und Reagenzien ist die Firma Miltenyi Biotec.

## Prinzip und Durchführung
Zur Durchführung werden die sich in einer Suspension befindenden Zellen mit sogenannten MicroBeads inkubiert. Dabei handelt es sich um etwa 50 Nanometer große Magnetpartikel, an die Antikörper gebunden sind. Diese Antikörper erkennen spezifische Strukturen auf der Oberfläche von Zellen und sorgen damit für die Bindung der MicroBeads an die gewünschte Zellpopulation. Beim Durchfluss des Zellgemisches durch eine Säule, die von einem starken Magnetfeld umgeben ist, werden die mit den MicroBeads markierten Zellen zurückgehalten. Auf diese Weise erhält man beim Spülen der Säule nur unmarkierte Zellen, so dass aus dem ursprünglichen Zellgemisch die markierte Zellpopulation entfernt wurde. Nach dem Entfernen des Magnetfeldes kann zudem auch die markierte Zellpopulation durch Spülen der Säule gewonnen werden und steht damit ebenfalls für weitere Versuche zur Verfügung. Durch wiederholte Behandlung eines Zellgemisches mit verschiedenen MicroBeads ist auch eine sogenannte fraktionierte Trennung, also die Auftrennung in mehrere Zellpopulationen, möglich.
Wenn die markierten Zellen die Zielzellen (englisch target cells) für die weiteren Versuche sind, nennt man das Verfahren auch positive Selektion (englisch positive selection). Handelt es sich hingegen bei den unmarkierten Zellen um die Zielzellen, nennt man die Abtrennung einer bestimmten Zellpopulation mittels MACS auch Abreicherung (englisch Depletion). Diese Strategie kann auch eingesetzt werden, um eine bestimmte Zellfraktion zu gewinnen, für die keine spezifischen Antikörper oder MicroBeads zur Verfügung stehen oder wenn die Markierung mit MicroBeads nachteilig für die weiteren Versuche ist. In diesem Fall werden durch wiederholte Abreicherung alle anderen Zellpopulationen entfernt, bis nur die gewünschten Zellen in unmarkierter Form übrig sind.
Die MicroBeads bestehen aus Eisenoxid und einer Umhüllung aus Polysacchariden, an welche die Antikörper gebunden sind. Sie sind damit biologisch abbaubar und beispielsweise nach einigen Tagen Zellkultur nicht mehr an den Zellen gebunden. Durch enzymatische Behandlung ist darüber hinaus eine schnelle Abtrennung der MicroBeads von den Zellen möglich.
MACS wird typischerweise manuell durchgeführt. Für Anwendungen mit hohem Durchsatz und für klinische Fragestellungen stehen aber auch automatisierte Lösungen zur Verfügung.